# Angelique Kerber
Angelique Kerber (sinh ngày 18 tháng 1 năm 1988) là một vận động viên quần vợt chuyên nghiệp người Đức. Vào tháng 9 năm 2016, Kerber lần đầu tiên vươn lên vị trí số 1 thế giới.
Kerber lên chuyên nghiệp từ năm 2003, có lối chơi phòng thủ phản công và dựa trên sức bền, từng vô địch Mỹ Mở rộng, Úc Mở rộng, Wimbledon và tứ kết Pháp Mở rộng.

## Cuộc sống cá nhân
Sinh ra tại Bremen, có cha là Sławomir Kerber và mẹ là Beata Kerber, và có 1 chị gái. Bắt đầu chơi quần vợt từ năm 3 tuổi. 
Cô nói thông thạo 3 thứ tiếng là Anh, Ba Lan và Đức. Trong những chuyến du đấu, Kerber kết bạn với các tay vợt khác như Caroline Wozniacki, Agnieszka Radwańska, Petra Kvitová và có cả Ana Ivanovic.

## Sự nghiệp

### 2007
Sau những thành công tại các giải ITF, Kerber lần đầu tiên chơi tại 1 giải grand slam là tại Roland Garros, thua Elena Dementieva tại vòng 1. Tại Wimbledon, cô thua Anna Chakvetadze tại vòng 1 và phải dừng bước tại vòng 1 Mỹ Mở rộng sau khi thua Serena Williams.

### 2008–2009
Kerber có được chiến thắng đầu tiên tại 1 giải Grand Slam là tại Úc Mở rộng 2008 trước Maret Ani trước khi thua Francesca Schiavone tại vòng 2 nhưng sau đó lại liên tiếp thua ngay từ vòng 1 của Pháp Mở rộng, Wimbledon Championships và Mỹ Mở rộng. 
Năm 2009, Kerber có 3 trận đấu chính thức tại hệ thống WTA. Tại Úc Mở rộng, Kerber thua tại vòng 1 trước Venus Williams. 
Cũng trong năm này, cô có thêm 1 danh hiệu ITF tại Pozolanco, Tây Ban Nha, đánh bại Kristína Cucová trong trận chung kết.

### 2010

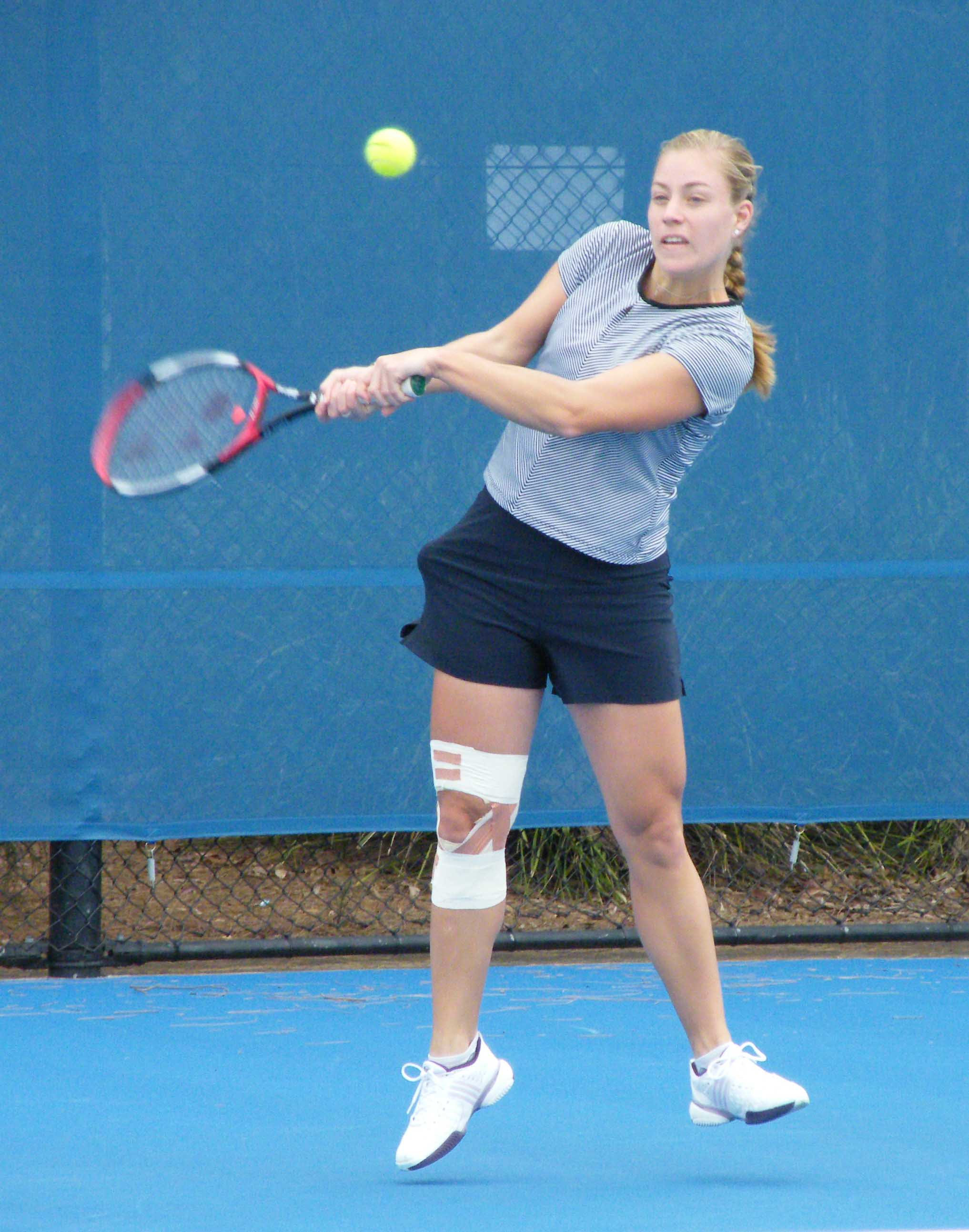
Kerber trên sân tập

Tại Úc Mở rộng 2010, Kerber phải tham dự vòng loại, và cô đã vượt qua vòng loại để có trận đấu tại vòng 3 đầu tiên trong sự nghiệp, thắng Olga Govortsova tại vòng 1 và hạt giống số 23 Aravane Rezaï tại vòng 2 trước khi thua Svetlana Kuznetsova tại vòng 3.
Tại giải Pháp Mở rộng cô thua tại vòng 2 trước Aravane Rezaï.
Trên sân cỏ, Kerber tham dự giải Aegon Classic, nhưng cô thua trước tay vợt sau đó đã giành chức vô địch là Li Na tại vòng 3 và tại vòng 1 của UNICEF Open trước Justine Henin. Tại Wimbledon, Kerber lọt đến vòng 3, đánh bại tay vợt Ấn Độ Sania Mirza tại vòng 1, tại vòng 2, cô đánh bại hạt giống số 13 Shahar Peer và thua tay vợt người Úc Jamila Groth tại vòng 3.

### 2011: Bán kết Mỹ Mở rộng đầu tiên trong sự nghiệp

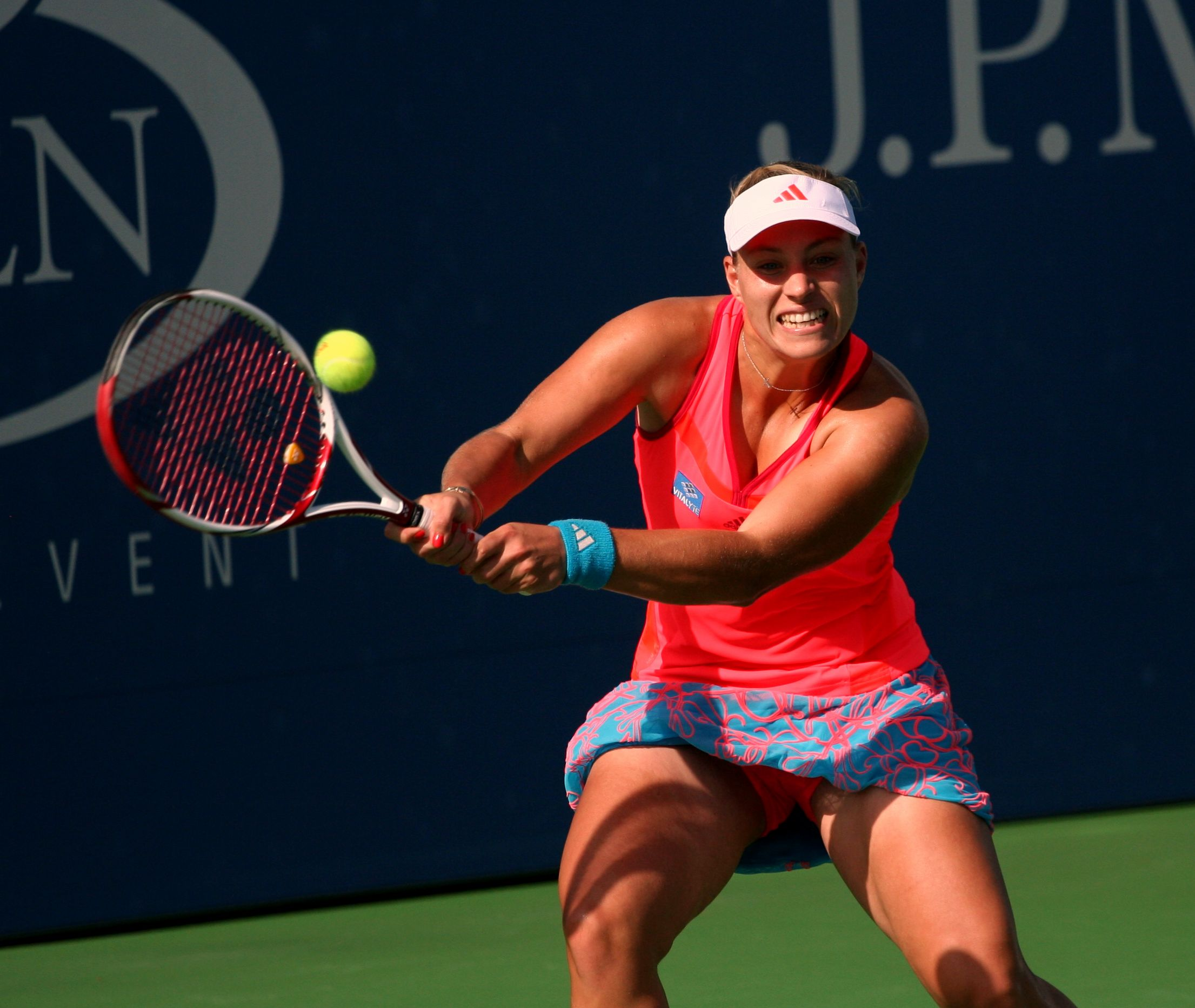
Kerber chơi tại 2011 US Open

Tại Wimbledon, Kerber thua tại vòng 1 trước tay vợt 17 tuổi của nước chủ nhà Anh Laura Robson.
Tại US Open, Kerber tham dự khi đứng hạng 92 thế giới, đánh bại tay vợt trẻ nước chủ nhà Lauren Davis tại vòng 1 sau 3 set, tiếp tục đánh bại hạt giống số 12 Agnieszka Radwańska tại vòng 2 sau 3 set 6–3 4–6 6–3 và tạo ra một cú sốc tại giải và cô đã có trận đấu vòng 3 đầu tiên tại giải, tiếp tục đánh bại tay vợt không được xếp hạng hạt giống người Nga Alla Kudryavtseva tại vòng 3, Kerber tiếp tục đánh bại tay vợt người Romania Monica Niculescu tại vòng 4. Tại trận tứ kết grand slam đầu tiên trong sự nghiệp, cô tiếp tục gây bất ngờ sau khi đánh bại tay vợt người Ý Flavia Pennetta trước khi để thua Samantha Stosur tại bán kết.
Kerber kết thúc mùa giải sau khi US Open kết thúc là hạng 34 thế giới.

### 2012: Bước đột phá, hạng 5 thế giới

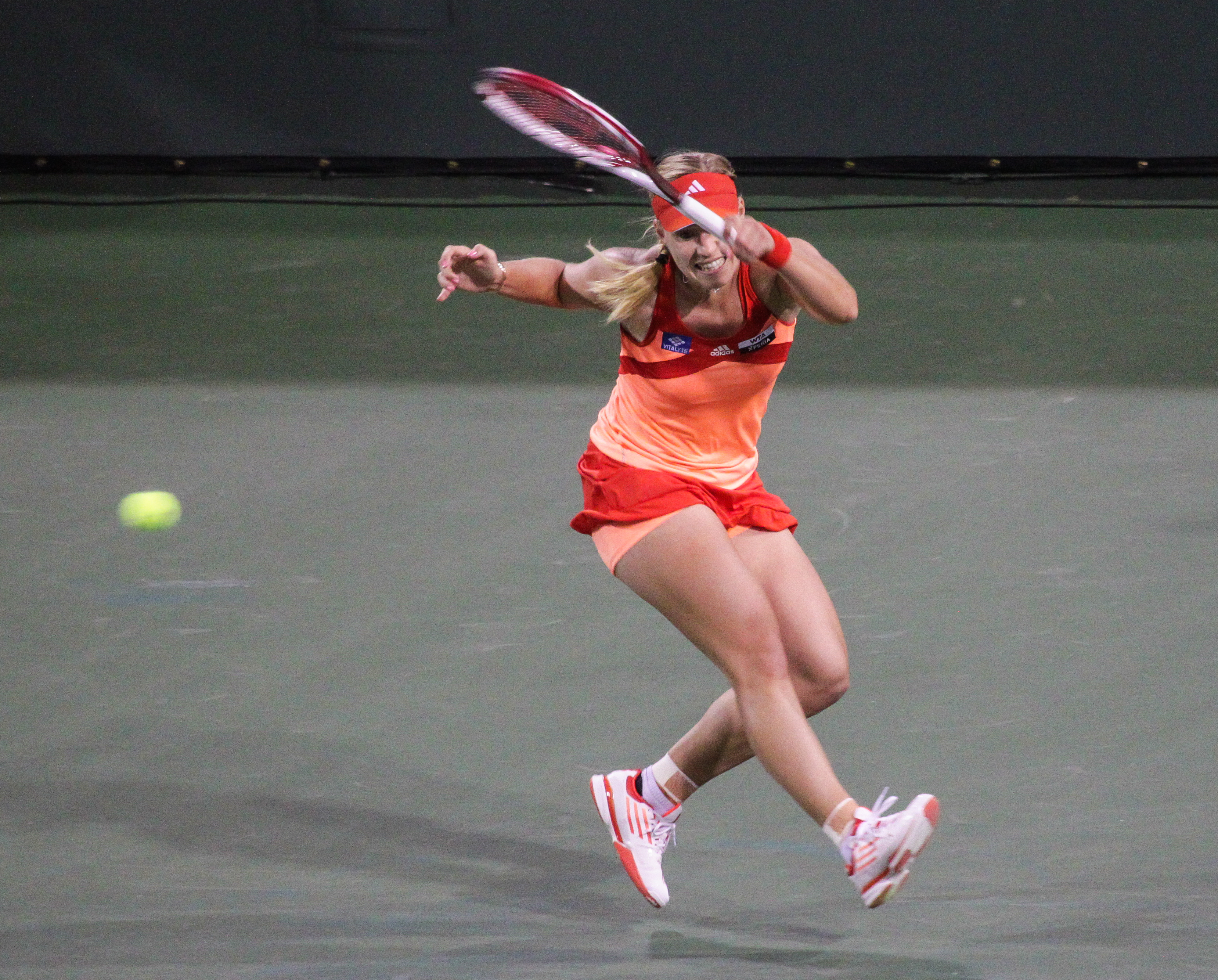
Kerber tại Indian Wells ở trận bán kết

Giải đấu đầu tiên của Kerber trong năm 2012 là tại ABS Classic tại Auckland. Tại vòng 1, cô đánh bại Marina Erakovic, đánh bại tay vợt đồng hương Julia Goerges tại vòng 2, tại tứ kết, cô thắng một tay vợt đồng hương khác là Sabine Lisicki sau khi tay vợt này bỏ cuộc, tại bán kết, Angelique thua trước hạt giống số 4 Flavia Pennetta.
Tại Úc Mở rộng, Kerber được xếp hạt giống số 30. Thắng Bojana Bobusic tại vòng 1 và tay vợt người Canada Stéphanie Dubois tại vòng 2 và đã chịu nhận thất bại trước tay vợt hạt giống số 4 Maria Sharapova tại vòng 3.
Cô còn chơi cho đội tuyển Fed Cup của Đức cùng với Sabine Lisicki, Julia Goerges và Anna-Lena Grönefeld.
Kerber có danh hiệu WTA đầu tiên trong sự nghiệp tại Paris sau khi đánh bại Marion Bartoli 7–67–3 5–7 6–3 trong trận chung kết. Cũng tại giải đấu này cô cũng đã lần đầu tiên thắng được Maria Sharapova.
Tại Indian Wells, Kerber được xếp hạt giống số 18, lọt vào bán kết nhưng thua trước tay vợt số 1 thế giới Victoria Azarenka 6–4 6–3.
Trên mặt sân đất nện, tại Stuttgart, Kerber đi đến tứ kết, đánh bại hạt giống số 6 Caroline Wozniacki tại vòng 2 và thua Petra Kvitova ở tứ kết 4–6 4–6.Tại Pháp Mở rộng, Kerber lần đầu tiên lọt đến tứ kết nhưng lại thua trước hạt giống số 21 Sara Errani 3–6 6–72–7.
Trên mặt sân cỏ, Kerber lọt đến chung kết giải Aegon International tại Eastbourne, thua trước Tamira Paszek 7–5 3–6 5–7. Tại Wimbledon, Kerber lần đầu tiên lọt đến bán kết, lần lượt vượt qua Lucie Hradecka tại vòng 1, Ekaterina Makarova tại vòng 2, Christina McHale tại vòng 3 và bất ngờ vượt qua Kim Clijsters 6–1 6–1 tại vòng 4. Tại tứ kết, Kerber vượt qua hạt giống số 15 Sabine Lisicki 6–3 6–77–9 7–5 trước khi thua Agnieszka Radwanska 3–6 4–6 tại bán kết. Tại Olympics London 2012, Kerber lần lượt vượt qua Petra Cetkovská tại vòng 1, Tímea Babos tại vòng 2 và Venus Williams tại vòng 3 trước khi để thua trước Victoria Azarenka tại tứ kết 4–6 5–7.
Ở giải tại Cincinnati, Kerber vào đến chung kết nhưng cũng chỉ giành vị trí á quân khi để thua trước Li Na 6–1 3–6 1–6. Tại Mỹ Mở rộng, Kerber được xếp hạt giống số 6, phải dừng bước tại vòng 4 khi để thua trước Sara Errani 6–72–7 3–6.
Kerber giành được suất tham dự WTA Championships, được xếp hạt giống số 5, nhưng cô thua cả ba trận và phải dừng bước tại vòng bảng, trong đó đáng chú ý nhất là trận cô thua Victoria Azarenka 7–613–11 6–72–7 4–6, Kerber đã không tận dụng thành công 2 match points trong set 2 để giành chiến thắng, sau đó cô đã để Azarenka lội ngược dòng để giành chiến thắng trong trận đấu đó.
Kerber kết thúc năm ở vị trí số 5 thế giới.

### 2013

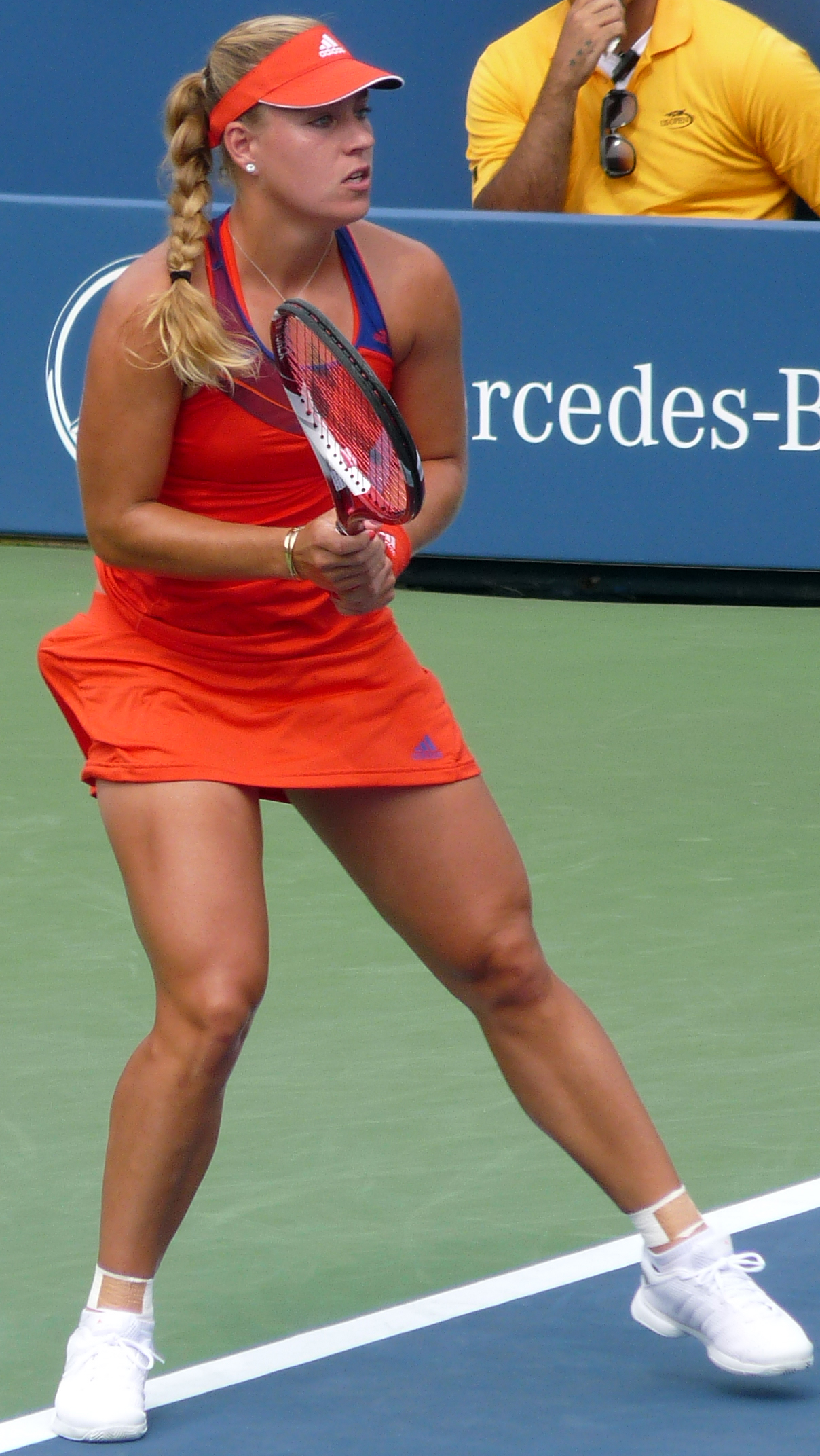
Kerber tại giải Mỹ Mở rộng 2013

Tại Úc Mở rộng 2013, Kerber được xếp hạt giống số 5, cô phải dừng bước tại vòng 4, thua trước Ekaterina Makarova, trong khoảng thời gian đó, Kerber phải đối mặt với chấn thương lưng khiến cô thi đấu không tốt, trước đó 1 ngày là sinh nhật của Kerber trong ngày cô thi đấu tại vòng 3. Có thể nói đó là tin buồn trong ngày sinh nhật của Kerber.
Tại Pháp Mở rộng, Kerber là hạt giống số 8, cô đã không vượt qua trận đấu tại vòng 4 trước Svetlana Kuznetsova.
Tại Wimbledon, Kerber thua tại vòng 2, trước Kaia Kanepi. Còn tại Mỹ Mở rộng, Kerber cũng thua tại vòng 4 trước Carla Suarez-Navarro.
Kerber tham dự WTA Championships khi Maria Sharapova rút lui, cô được xếp hạt giống số 8, có trận thắng 6–2 6–2 trước Agnieszka Radwanska nhưng lại thua 2 trận trước Petra Kvitová và Serena Williams.
Kerber kết thúc năm 2013 ở vị trí số 9 thế giới.

### 2016: Hai danh hiệu Grand Slam, huy chương bạc Thế vận hội, chung kết WTA Finals, vị trí số 1 thế giới
Kerber có được danh hiệu Grand Slam đầu tiên tiên của mình sau khi đánh bại tay vợt số một thế giới Serena Williams 6–4 3–6 6–4 tại chung kết Úc mở rộng. Sau đó, Kerber cũng vô địch Mỹ Mở rộng, sau khi đánh bại Karolina Pliskova 6–3 4–6 6–4. Và kết thúc ở vị trí số 1 thế giới.

## Chung kết WTA đơn đã tham dự

### Thắng
| Năm  | Giải đấu                  | Đối thủ ở trận chung kết | Tỉ số         |
| 2012 | Open GDF Suez             | Marion Bartoli           | 7–63 5–7 6–3  |
| 2012 | e-Boks Open               | Caroline Wozniacki       | 6–4 6–4       |
| 2013 | Generali Ladies Linz      | Ana Ivanovic             | 6–4 7–66      |
| 2015 | Family Circle Cup         | Madison Keys             | 6–2 4–6 7–5   |
| 2015 | Porsche Tennis Grand Prix | Caroline Wozniacki       | 3–6 6–1 7–5   |
| 2015 | Aegon Classic             | Karolina Pliskova        | 6–75 6–3 7–64 |
| 2016 | Porsche Tennis Grand Prix | Laura Siegemund          | 6–4 6–0       |

### Thua
| Năm  | Giải đấu                  | Đối thủ ở trận chung kết | Tỉ số       |
| 2012 | Western & Southern Open   | Li Na                    | 1–6 6–3 6–1 |
| 2013 | Monterrey Open            | Anastasia Pavlyuchenkova | 4–6 6–2 6–4 |
| 2013 | Toray Pan Pacific Open    | Petra Kvitová            | 6–2 0–6 6–3 |
| 2014 | Apia International Sydney | Tsvetana Pironkova       | 6–4 6–4     |
| 2014 | Qatar Total Open          | Simona Halep             | 6–2 6–3     |
| 2014 | Aegon Classic             | Madison Keys             | 6–3 3–6 7–5 |
| 2014 | Bank of the West Classic  | Serena Williams          | 7–61 6–3    |